# Jérémie Renier

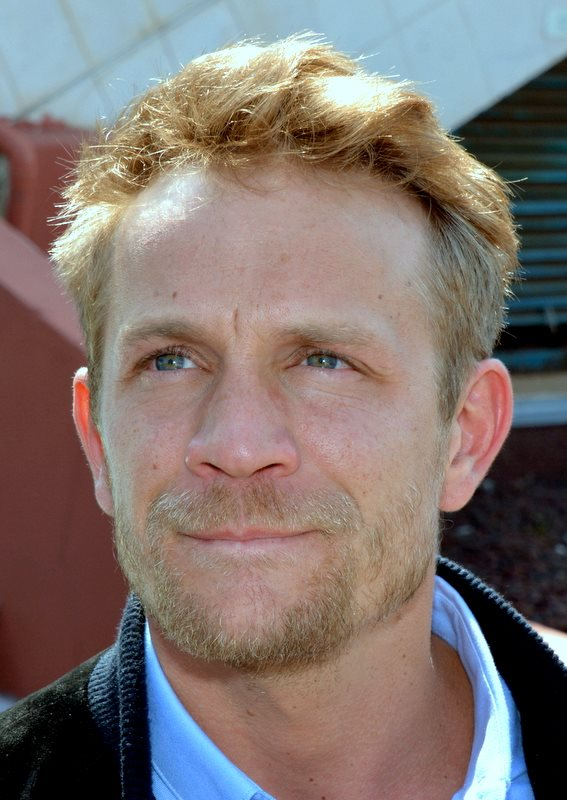
Jérémie Renier bei den Filmfestspielen von Cannes 2016

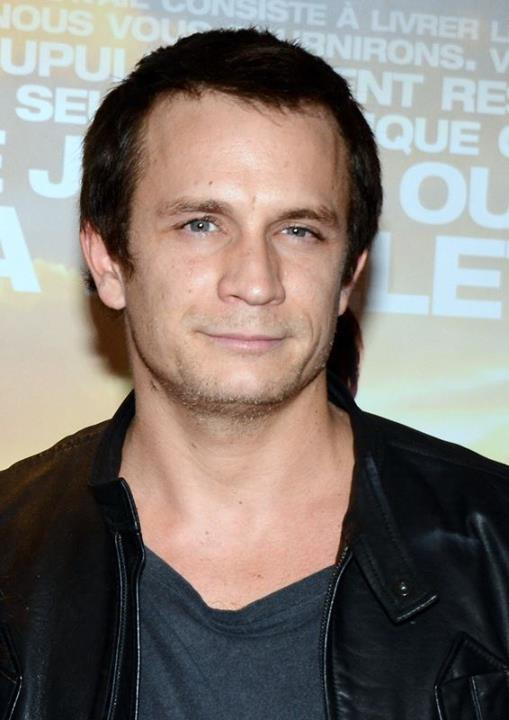
Jérémie Renier (2013)

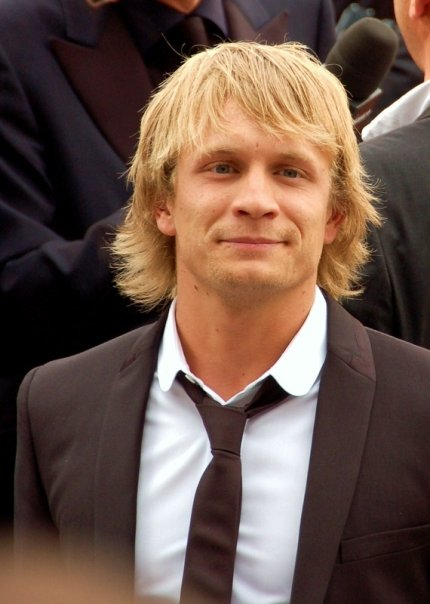
Jérémie Renier bei den Filmfestspielen von Cannes 2007

Jérémie Renier (* 6. Januar 1981 in Brüssel) ist ein belgischer Theater- und Filmschauspieler.

## Leben

### Kindheit und Ausbildung
Jérémie Renier wurde 1981 in Brüssel als jüngstes von vier Kindern geboren. Er wuchs zusammen mit seinen Eltern, die beide unter der seltenen Glasknochenkrankheit leiden, sowie zwei Schwestern und einem Bruder auf. Schon früh interessierte sich Renier für die Schauspielerei und besuchte Schauspiel- und Theaterkurse. In den Ferien absolvierte Renier Praktika beim Rétine de Plateau, einer 1985 gegründeten Non-Profit-Organisation, die unter anderem Kurzfilme realisiert, und besuchte sporadisch eine Zirkusschule. Ferner nahm der blonde Schauspieler an Castings teil, die seinem Spiel Sicherheit verliehen. 1991 sprach Renier zwar ohne Erfolg für die Hauptrolle in Jaco Van Dormaels Toto der Held vor, konnte sich aber ein Jahr später, im Alter von zehn Jahren, eine Nebenrolle in Beatriz Flores Silvas Komödie Les Sept Péchés capitaux sichern. Seinen ersten Erfolg feierte Renier auf der Bühne. In der Hauptrolle des Pinocchio agierte er am Königlichen Theater von Mons. Die Produktion wurde später im belgischen Fernsehen ausgestrahlt. 1993 erhielt Renier die Hauptrolle in der belgisch-schweizerischen Fernsehproduktion La Mélodie des héros von Tiziana Caminada.

### Spielfilmdebüt mit La Promesse
Sein Leinwanddebüt feierte Renier 1996, im Alter von 14 Jahren. In dem Drama La Promesse – Das Versprechen des belgischen Brüderpaares Jean-Pierre und Luc Dardenne agiert er als Igor, der gemeinsam mit seinem Vater Wohnungen an illegale Immigranten vermietet und diese ausbeutet. Der Film avancierte zum internationalen Erfolg und wurde auf zahlreichen Filmfestivals mit Preisen ausgezeichnet. Renier wurde für sein intensives Spiel in seiner Heimat Belgien und auch in Frankreich von Kritikern gelobt. Im Nachbarland erhielt er daraufhin mehrere Rollenangebote und entschied sich schließlich 1999 mit dem französischen Regisseur François Ozon zusammenzuarbeiten. In Ozons märchenhaftem Kriminalfilm Ein kriminelles Paar kann sich die junge Schülerin Alice (gespielt von Natacha Régnier) nicht zwischen zwei Jungen entscheiden und beschließt daraufhin, einen der beiden aus dem Weg zu räumen. Der Film wurde von der Kritik kontrovers aufgenommen und war 1999 im Wettbewerb der Filmfestspiele von Venedig vertreten.
Nach der Zusammenarbeit mit François Ozon agierte Renier sowohl in historischen Großproduktionen, als auch zeitgenössischen Independentfilmen. 2000 war er in Nicolas Kleins 23-minütigen Film Le Fétichiste als Fußfetischist zu sehen, der Arbeit in einem Schuhgeschäft findet und dort die Bekanntschaft mit einer unter Schuhfetischismus leidenden Kundin macht. Im selben Jahr gehörte er zum Schauspielensemble von Patricia Mazuys historischem Drama Die Schule der verlorenen Mädchen, in dem Isabelle Huppert die Madame de Maintenon spielt, die heimliche Mätresse und spätere Ehefrau Ludwigs XIV. von Frankreich. Es folgte die Titelrolle in Olivier Jahans Drama Der kleine Voyeur, in dem er erneut in die Rolle des gestörten Jugendlichen schlüpfte, ehe Renier neben Samuel Le Bihan, Vincent Cassel und Monica Bellucci in dem historischen Horrorfilm Pakt der Wölfe zu sehen war, der sich sehr erfolgreich der Legende um die Bestie des Gévaudan bediente. Im Jahr 2002 folgte unter anderem eine Hauptrolle in Yolande Zaubermans Kriegsdrama Der Krieg in Paris neben Elodie Bouchez. Renier wurde im gleichen Jahr mit weiteren europäischen Nachwuchsdarstellern von der European Film Promotion als Shooting Star des Jahres 2002 geehrt.

### Durchbruch im Filmgeschäft
Im Jahre 2003 folgte für Renier Jean-Marc Moutouts Eine einmalige Chance. Die Rolle des Junior-Managers Philippe, der zu einer heimlichen Firmenübernahme herangezogen wird und der Karriere wegen die Liebe seines Lebens opfert, brachte dem belgischen Schauspieler zwei Jahre später eine Nominierung für den renommierten französischen Filmpreis César als Bester Nachwuchsdarsteller ein. Nach einer Reihe von Fernsehproduktionen, darunter das homoerotische Kriegsdrama Un amour à taire, folgte 2005 mit der erneuten Zusammenarbeit der Dardenne-Brüder der bisherige Höhepunkt in Reniers Karriere. In dem Drama Das Kind porträtiert Renier den zwanzigjährigen Bruno, der sich in der heruntergekommenen belgischen Industriestadt Seraing als Hehler verdingt. Als seine Freundin (gespielt von Déborah François) schwanger wird und ein Kind gebiert, verkauft er seinen Sohn bei nächstbester Gelegenheit für fünftausend Euro an Kinderhändler. Als er seinen Fehler einsieht, macht sich Bruno mitsamt dem leeren Kinderwagen auf die Suche nach seinem Sohn und beginnt über Umwege Verantwortung zu erlernen. Das Kind wurde bei seiner Premiere auf den Internationalen Filmfestspielen von Cannes von der Kritik gefeiert und mit der Goldenen Palme als bester Film ausgezeichnet. Renier erhielt für seinen Part in der offiziellen belgischen Oscar-Einsendung für 2006 eine Nominierung für den Europäischen Filmpreis als Bester Hauptdarsteller, neben unter anderem Daniel Auteuil, Romain Duris, Henry Hübchen und Ulrich Matthes. Im selben Jahr wurde er von der französischen Filmindustrie mit dem renommierten Jean-Gabin-Preis als bester Nachwuchsdarsteller bedacht.
Renier lebt in Paris, um sich stärker seiner Karriere widmen zu können. 2006 arbeitete er an drei Filmproduktionen, darunter dem Thriller Fair Play mit Marion Cotillard und Benoît Magimel sowie Lionel Delplanques Film Président. 2007 gab er mit der kleinen Rolle eines sterbenden Soldaten in Abbitte an der Seite von Romola Garai sein Debüt im englischsprachigen Kino. 2009 folgte die Hauptrolle in Niki Caros Historiendrama The Vintner’s Luck neben Gaspard Ulliel, Vera Farmiga und Keisha Castle-Hughes, mit der er aber nicht an vorangegangene Erfolge anknüpfen konnte. Es folgten erneute Arbeiten mit François Ozon (Das Schmuckstück, 2010) und den Gebrüdern Dardenne (Der Junge mit dem Fahrrad, 2011). Für seine Darstellung des in Frankreich populären Musikers Claude François in Florent-Emilio Siris Filmbiografie My Way – Ein Leben für das Chanson (2012) wurde er 2013 erneut für einen César nominiert.
Reniers älterer Bruder Yannick ist ebenfalls Schauspieler.

## Filmografie
- 1996: La Promesse – Das Versprechen (La promesse)
- 1999: Ein kriminelles Paar (Les amants criminels)
- 2000: Le fétichiste (Kurzfilm)
- 2000: Die Schule der verlorenen Mädchen (Saint-Cyr)
- 2000: Der kleine Voyeur (Faites comme si je n’étais pas là)
- 2001: Pakt der Wölfe (Le pacte des loups)
- 2001: Der Pornograph (Le pornographe)
- 2002: Der Krieg in Paris (La guerre à Paris)
- 2003: Ein Kind unserer Zeit (Un fils de notre temps) (Fernsehen)
- 2003: Eine einmalige Chance (Violence des échanges en milieu tempéré)
- 2004: San Antonio
- 2004: Toi, vieux
- 2004: La petite Fadette (Fernsehen)
- 2005: Un amour à taire (Fernsehen)
- 2005: Das Kind (L’enfant)
- 2005: Cavalcade
- 2006: Fair Play
- 2006: Dikkenek
- 2006: Ränkespiel der Macht (Président)
- 2006: Nue propriété
- 2007: Abbitte (Atonement)
- 2008: Brügge sehen… und sterben? (In Bruges)
- 2008: Lornas Schweigen (Le silence de Lorna)
- 2008: Ende eines Sommers (L’heure d’été)
- 2009: Der Engel mit den dunklen Flügeln (The Vintner’s Luck)
- 2009: Demain dès l’aube
- 2010: Pièce montée
- 2010: Das Schmuckstück (Potiche)
- 2011: Der Junge mit dem Fahrrad (Le gamin au vélo)
- 2011: Possessions
- 2012: My Way – Ein Leben für das Chanson (Cloclo)
- 2012: Die verborgene Stadt (Elefante blanco)
- 2012: Ein Musketier für alle Fälle (Les aventures de Philibert, capitaine puceau)
- 2013: Intus (Kurzfilm)
- 2013: Brotherhood of Tears – Die letzte Lieferung (La confrérie des larmes)
- 2014: Saint Laurent
- 2014: Le grand homme
- 2014: Waste Land
- 2015: Sanctuaire (TV)
- 2015: Ladygrey
- 2015: Ni le ciel ni la terre
- 2016: Das unbekannte Mädchen (La fille inconnue)
- 2016: Éternité
- 2016: Franz von Assisi und seine Brüder (L’ami – François d’Assise et ses frères)
- 2017: Der andere Liebhaber (L’amant double)
- 2018: L’ordre des médecins
- 2019: Frankie
- 2019: Criminal: Frankreich (Fernsehserie)
- 2020: Obwohl ich Dich liebe (Amour fou) (Fernsehmehrteiler)
- 2020: Slalom
- 2020: L’ennemi
- 2021: Albatros
- 2022: November (Novembre)

## Auszeichnungen
- 2002: Belgischer Shooting Star auf der Berlinale
- 2005: César-Nominierung für Violence des échanges en milieu tempéré (Bester Nachwuchsdarsteller)
- 2005: Nominierung für den Europäischen Filmpreis für Das Kind (Bester Darsteller)
- 2006: Jean-Gabin-Preis
- 2006: Joseph-Plateau-Preis für Das Kind (Bester belgischer Darsteller)
- 2012: Darstellerpreis des Cabourg Romantic Film Festival für My Way – Ein Leben für das Chanson
- 2012: Magritte für Das Schmuckstück (Bester Nebendarsteller)
- 2013: César-Nominierung für My Way – Ein Leben für das Chanson (Bester Hauptdarsteller)
- 2013: Globe de cristal für My Way – Ein Leben für das Chanson (Bester Darsteller)
- 2015: Darstellerpreis des schwedischen Peace & Love Film Festival für Ni le ciel ni la terre
- 2015: César-Nominierung für Saint Laurent (Bester Nebendarsteller)
- 2015: Magritte für Saint Laurent (Bester Nebendarsteller)